# Dim Mak (Label)
Dim Mak ist ein 1996 von DJ Steve Aoki gegründetes Plattenlabel. 2006 kam ein Modelabel hinzu.

## Geschichte
Noch auf der Universität in Santa Barbara gründete DJ Steve Aoki ein Label für verschiedenartige Musikrichtungen. 2002 zog er mit dem Label nach Los Angeles.

## Künstler (Auswahl)
- Steve Aoki
- Bloc Party
- MSTRKRFT
- Klaxons
- The Bloody Beetroots
- Battles
- Fischerspooner
- The Von Bondies
- Atari Teenage Riot
- Dada Life
- Dimitri Vegas & Like Mike
- Fatboy Slim
- Infected Mushroom